# Teoría informal de conjuntos
La Teoría Informal de Conjuntos es una de las diversas teorías que se han desarrollado en torno al debate de los fundamentos de matemáticas.
Los conjuntos tienen una importancia fundamental en matemáticas; de hecho, de manera formal, la mecánica interna de las matemáticas (números, relaciones, funciones, etc.) puede definirse en términos de conjuntos.

## Requisitos
La teoría informal de conjuntos es una teoría “no formalizada”; es decir, que emplea el lenguaje cotidiano para hablar de conjuntos, por lo que los conectores « y »; « o »; « no »; « si..., entonces »; « si y sólo si », no están sujetos a definiciones rigurosas.
En sus primeros tiempos, la teoría de conjuntos era informal y fue desarrollada a fines del siglo XIX, principalmente por Georg Cantor y Gottlob Frege, con el fin de permitir a los matemáticos trabajar con conjuntos infinitos coherentes.
Sin embargo, esta teoría primigenia permitía definir un conjunto a partir de cualquier propiedad sin ninguna restricción, lo que llevó a antinomias, o paradojas lógicas, como la paradoja de Russell, o semánticas, como la paradoja de Berry. Como solución a este conflicto se elaboró la teoría axiomática de conjuntos, cuyo propósito era determinar con precisión qué definiciones de conjuntos podían ser empleadas. Actualmente, se conoce a la teoría axiomática de conjuntos simplemente como teoría de conjuntos.

### Paradojas
La suposición de que cualquier propiedad puede utilizarse para formar un conjunto, sin restricción, conduce a paradojas.  Un ejemplo común es la paradoja de Russell: no existe ningún conjunto formado por "todos los conjuntos que no se contienen a sí mismos". Por lo tanto, los sistemas consistentes de teoría ingenua de conjuntos deben incluir algunas limitaciones en los principios que se pueden utilizar para formar conjunto

### Teoría de Cantor
Algunos creen que la teoría de conjuntos de Georg Cantor no estaba realmente implicada en las paradojas set-teóricas (véase Frápolli 1991). Una dificultad para determinar esto con certeza es que Cantor no proporcionó una axiomatización de su sistema. Hacia 1899, Cantor era consciente de algunas de las paradojas que se seguían de la interpretación no restringida de su teoría, por ejemplo la paradoja de Cantor y la paradoja de Burali-Forti, y no creía que desacreditaran su teoría. La paradoja de Cantor puede derivarse en realidad de la suposición (falsa) anterior -que cualquier propiedad P(x) puede utilizarse para formar un conjunto- utilizando para P(x) "x es un número cardinal". Frege axiomatizó explícitamente una teoría en la que puede interpretarse una versión formalizada de la teoría ingenua de conjuntos, y es esta teoría formal la que Bertrand Russell abordó realmente cuando presentó su paradoja, no necesariamente una teoría que Cantor que, como se ha mencionado, era consciente de varias paradojas presumiblemente tenía en mente.

### Teorías axiomáticas
La teoría axiomática de conjuntos se desarrolló en respuesta a estos primeros intentos de comprender los conjuntos, con el objetivo de determinar con precisión qué operaciones estaban permitidas y cuándo.

### Consistencia
Una teoría de conjuntos ingenua no es necesariamente inconsistente, si especifica correctamente los conjuntos que se permite considerar. Esto puede hacerse mediante definiciones, que son axiomas implícitos. Es posible enunciar todos los axiomas explícitamente, como en el caso de la Teoría ingenua de conjuntos de Halmos, que es en realidad una presentación informal de los axiomas de Zermelo-Fraenkel habitual. Es "ingenua" en el sentido de que el lenguaje y las notaciones son los de la matemática informal ordinaria, y en el sentido de que no se ocupa de la consistencia o completitud del sistema de axiomas.
Del mismo modo, una teoría axiomática de conjuntos no es necesariamente consistente: no está necesariamente libre de paradojas. De los teoremas de incompletitud de Gödel se deduce que un sistema de lógica de primer orden suficientemente complicado (que incluye las teorías axiomáticas de conjuntos más comunes) no puede demostrarse consistente desde dentro de la propia teoría – incluso si realmente es consistente. Sin embargo, generalmente se cree que los sistemas axiomáticos comunes son consistentes; por sus axiomas excluyen algunas paradojas, como la paradoja de Russell. Basado en Teorema de Gödel, simplemente no se sabe – y nunca se podrá – si no hay ninguna paradoja en absoluto en estas teorías o en cualquier teoría de conjuntos de primer orden.
El término teoría ingenua de conjuntos todavía se utiliza hoy en día en alguna literatura[cita requerida] para referirse a las teorías de conjuntos estudiadas por Frege y Cantor, en lugar de a las contrapartes informales de la moderna teoría axiomática de conjuntos.

### Utilidad
La elección entre un enfoque axiomático y otros enfoques es en gran medida una cuestión de conveniencia. En las matemáticas cotidianas, la mejor opción puede ser el uso informal de la teoría axiomática de conjuntos.  Las referencias a axiomas particulares ocurren típicamente sólo cuando lo exige la tradición, por ejemplo, el axioma de elección se menciona a menudo cuando se utiliza. Del mismo modo, las pruebas formales se producen sólo cuando están justificadas por circunstancias excepcionales. Este uso informal de la teoría axiomática de conjuntos puede tener (dependiendo de la notación) precisamente la apariencia de la teoría ingenua de conjuntos como se describe a continuación. Es considerablemente más fácil de leer y escribir (en la formulación de la mayoría de las afirmaciones, pruebas y líneas de discusión) y es menos propenso a errores que un enfoque estrictamente formal.

## Conjuntos, pertenencia e igualdad
En la teoría informal de conjuntos, un conjunto se describe como una colección de objetos bien definida. Dichos objetos se denominan elementos o miembros del conjunto y pueden ser de cualquier naturaleza: números, personas, otros conjuntos, etc. Por ejemplo, el 4 es un elemento del conjunto de todos los números enteros. Obviamente, el conjunto de todos los números es infinitamente grande; sin embargo, no es necesario que un conjunto sea precisamente finito para que pueda definirse con precisión.

### Nota sobre la consistencia
De esta definición no se deduce cómo pueden formarse conjuntos, ni qué operaciones sobre conjuntos producirán de nuevo un conjunto. El término "bien definido" en "colección bien definida de objetos" no puede, por sí mismo, garantizar la consistencia y la no ambigüedad de lo que constituye exactamente y lo que no constituye un conjunto. Intentar conseguirlo sería el ámbito de la teoría axiomática de conjuntos o de la teoría de clases axiomática.
El problema, en este contexto, con las teorías de conjuntos formuladas informalmente, no derivadas de (e implicando) ninguna teoría axiomática particular, es que puede haber varias versiones formalizadas muy diferentes, que tienen tanto conjuntos diferentes como reglas diferentes sobre cómo se pueden formar nuevos conjuntos, que se ajustan todas a la definición informal original. Por ejemplo, la definición literal de Cantor permite una libertad considerable en lo que constituye un conjunto. Por otra parte, es poco probable que Cantor estuviera especialmente interesado en conjuntos que contuvieran perros y gatos, sino sólo en conjuntos que contuvieran objetos puramente matemáticos. Un ejemplo de esta clase de conjuntos podría ser el universo de von Neumann. Pero incluso cuando se fija la clase de conjuntos en consideración, no siempre está claro qué reglas para la formación de conjuntos están permitidas sin introducir paradojas.
A efectos de fijar la discusión que sigue, el término "bien definido" debe interpretarse en cambio como una intención, con reglas implícitas o explícitas (axiomas o definiciones), de descartar incoherencias. El propósito es mantener las cuestiones de coherencia, a menudo profundas y difíciles, alejadas del contexto, normalmente más sencillo, que nos ocupa. En cualquier caso, una teoría axiomática de conjuntos no puede descartar explícitamente todas las inconsistencias concebibles (paradojas), debido al segundo teorema de incompletitud de Gödel, por lo que esto no obstaculiza en absoluto la utilidad de la teoría ingenua de conjuntos en comparación con la teoría axiomática de conjuntos en los contextos simples que se consideran a continuación. Simplemente simplifica la discusión. En lo sucesivo, la coherencia se da por supuesta a menos que se mencione explícitamente.

### Pertenencia
Si x es elemento de A, entonces se dice que x pertenece a A, o que x está en A. En este caso, esta proposición se escribe o representa formalmente así: x ∈ A. Mientras que usar el símbolo ∉ de esta manera: x ∉ A, quiere decir que x no pertenece a A.

### Igualdad
Dos conjuntos A y B son iguales cuando tienen exactamente los mismos elementos o, en otras palabras, lo son solo si cada uno de los elementos de A es a la vez elemento de B y si cada elemento de B también pertenece o está incluido en A. Por ejemplo, el conjunto cuyos elementos son 2, 3 y 5 es igual al conjunto de todos los números primos menores de 6. Y si los conjuntos A y B son iguales, esto se representa comúnmente como A = B.

### Conjunto vacío
Los elementos de un conjunto determinan a éste en su totalidad y esto también es válido para un conjunto vacío, que es aquel que no tiene ningún elemento, el cual se representa a menudo así "Ø" y otras veces así "{ }". Por lo que partiendo del hecho de que incluso un conjunto vacío está completamente determinado por sus elementos, se concluye que sólo puede haber un conjunto vacío.

## Especificación de conjuntos
La forma más sencilla de describir un conjunto es enumerar sus elementos entre llaves (lo que se conoce como definir un conjunto extensionalmente). Así {1, 2} denota el conjunto cuyos únicos elementos son 1 y 2.
(Véase Axioma del par.)
Nótese lo siguiente:
- El orden de los elementos es irrelevante; por ejemplo, {1, 2} = {2, 1}.
- La repetición (multiplicidad) de elementos es irrelevante; por ejemplo, {1, 2, 2} = {1, 1, 1, 2} = {1, 2}.

(Estas son consecuencias de la definición de igualdad de la sección anterior).
Se puede abusar informalmente de esta notación diciendo algo como {dogs} para indicar el conjunto de todos los perros, pero este ejemplo normalmente sería leído por los matemáticos como "el conjunto que contiene el único elemento perros".
Un ejemplo extremo (pero correcto) de esta notación es {}, que denota el conjunto vacío.
La notación {x : P(x)}, o a veces {x | P(x)}, se utiliza para denotar el conjunto que contiene todos los objetos para los que se cumple la condición P (lo que se conoce como definir un conjunto intensionalmente).
Por ejemplo, {x : x ∈ R} denota el conjunto de números reales, {x : x tiene el pelo rubio} denota el conjunto de todo lo que tiene el pelo rubio.
Esta notación se llama notación constructora de conjuntos (o comprensión de conjuntos, particularmente en el contexto de la Programación funcional).
Algunas variantes de la notación constructora de conjuntos son:
- {x ∈ A : P(x)} denota el conjunto de todos los x que ya son miembros de A tales que la condición P se cumple para x. Por ejemplo, si Z es el conjunto de enteross, entonces {x ∈ Z : x es par} es el conjunto de todos los pares enteros.
- {F(x) : x ∈ A} denota el conjunto de todos los objetos obtenidos poniendo miembros del conjunto A en la fórmula F. Por ejemplo, {2x : x ∈ Z} es de nuevo el conjunto de todos los enteros pares. (Véase Esquema axiomático de reemplazo.)
- {F(x) : P(x)} es la forma más general de notación constructora de conjuntos. Por ejemplo, {x's owner : x is a dog} es el conjunto de todos los dueños de perros.

## Subconjuntos
Dados dos conjuntos A y B, A es un subconjunto de B si todo elemento de A es también un elemento de B.
En particular, cada conjunto B es un subconjunto de sí mismo; un subconjunto de B que no es igual a B se llama subconjunto propio.
Si A es un subconjunto de B, entonces también se puede decir que B es un superconjunto de A, que A está contenido en B, o que B contiene a A. En símbolos, A ⊆ B significa que A es un subconjunto de B, y B ⊇ A significa que B es un superconjunto de A.
Algunos autores utilizan los símbolos ⊂ y ⊃ para los subconjuntos, y otros sólo para los subconjuntos propios. Para mayor claridad, se pueden utilizar explícitamente los símbolos ⊊ y ⊋ para indicar la no igualdad.
Como ilustración, sea R el conjunto de los números reales, sea Z el conjunto de los números enteros, sea O el conjunto de los números enteros impares, y sea P el conjunto de los actuales o anteriores Presidentes de los Estados Unidos.
Entonces O es un subconjunto de Z, Z es un subconjunto de R, y (por lo tanto) O es un subconjunto de R, donde en todos los casos subconjunto puede incluso leerse como subconjunto propio.
No todos los conjuntos son comparables de este modo. Por ejemplo, ni R es un subconjunto de P ni P es un subconjunto de R.
De la definición anterior de igualdad de conjuntos se deduce inmediatamente que, dados dos conjuntos A y B, A = B si y sólo si A ⊆ B y B ⊆ A. De hecho, esto se da a menudo como la definición de igualdad. Normalmente, cuando se intenta  probar que dos conjuntos son iguales, se intenta demostrar estas dos inclusiones. El conjunto vacío es un subconjunto de todo conjunto (la afirmación de que todos los elementos del conjunto vacío son también miembros de cualquier conjunto A es  vacuamente verdadera).
El conjunto de todos los subconjuntos de un conjunto dado A se denomina conjunto potencia de A y se denota por {\displaystyle 2^{A}} o {\displaystyle P(A)}; la P aparece a veces en un tipo de letra script. Si el conjunto A tiene n elementos, entonces {\displaystyle P(A)} tendrá {\displaystyle 2^{n}} elementos.

## Conjuntos universales y complementos absolutos
En ciertos contextos, se puede considerar que todos los conjuntos considerados son subconjuntos de un conjunto universal dado.
Por ejemplo, cuando se investigan las propiedades de los números reales R (y subconjuntos de R), R puede tomarse como el conjunto universal. Un verdadero conjunto universal no está incluido en la teoría estándar de conjuntos, pero está incluido en algunas teorías de conjuntos no estándar.
Dado un conjunto universal U y un subconjunto A' de U, el complemento de A (en U) se define como
AC := {x ∈ U : x ∉ A}.
En otras palabras, AC (A-complemento"; a veces simplemente A, A-prime ) es el conjunto de todos los miembros de U que no son miembros de A.
Así, con R, Z y O definidos como en la sección sobre subconjuntos, si Z es el conjunto universal, entonces OC es el conjunto de los números enteros pares, mientras que si R es el conjunto universal, entonces OC es el conjunto de todos los números reales que son enteros pares o no enteros.

## Uniones, intersecciones y complementos relativos
Dados dos conjuntos A y B, su unión es el conjunto formado por todos los objetos que son elementos de A o de B o de ambos (véase axioma de unión). Se denota por A ∪ B.
La intersección de A y B es el conjunto de todos los objetos que están tanto en A como en B. Se denota por A ∩ B.
Finalmente, el complemento relativo de B con respecto a A, también conocido como diferencia teórica de conjuntos de A y B, es el conjunto de todos los objetos que pertenecen a A pero no a B. Se escribe como A \ B o A - B.
Simbólicamente, son respectivamente
A ∪ B := {x : (x ∈ A) o (x ∈ B)};
A ∩ B := {x : (x ∈ A) y (x ∈ B)} = {x ∈ A : x ∈ B} = {x ∈ B : x ∈ A};
A ∈ B := {x : (x ∈ A) y no (x ∈ B) } =x ∈ A : not (x ∈ B)}.
El conjunto B no tiene que ser un subconjunto de A para que A \ B tenga sentido; esta es la diferencia entre el complemento relativo y el complemento absoluto (AC = U \ A) de la sección anterior.
Para ilustrar estas ideas, sea A el conjunto de personas zurdas, y sea B el conjunto de personas rubias. Entonces A ∩ B es el conjunto de todas las personas zurdas de pelo rubio, mientras que A ∪ B es el conjunto de todas las personas que son zurdas o rubias o ambas cosas. Por otro lado, A \ B es el conjunto de todas las personas que son zurdas pero no rubias, mientras que B \ A es el conjunto de todas las personas que son rubias pero no zurdas.
Sea E el conjunto de todos los seres humanos y F el conjunto de todos los seres vivos de más de 1000 años. ¿Qué es E∩ F en este caso? Ningún ser humano vivo tiene más de 1000 años, así que E ∩ F debe ser el conjunto vacío. {}.
Para cualquier conjunto A, el conjunto potencia {\displaystyle P(A)} es un Álgebra booleana bajo las operaciones de unión e intersección.